# 外翻式颈动脉内膜切除术
外翻式颈动脉内膜切除术简称外翻CEA（eversion CEA，ECEA），是一种CEA手术的改良方法，于1959年初由DeBakey et al提出，Etheredge详细描述。在传统的CEA手术中，外科医生会将颈动脉切开，然后用手术器械将斑块（plaque）从血管中剥离出来。在外翻CEA手术中，外科医生会将颈动脉切开，然后将血管翻转过来，让斑块暴露出来。然后，外科医生就可以使用手术器械将斑块从血管中剥离出来。外翻CEA以清除动脉狭窄为目标。其关键在于将颈动脉内膜翻转到外侧，将手术焦点聚焦在狭窄的区域，有利于斑块的清除和修复。

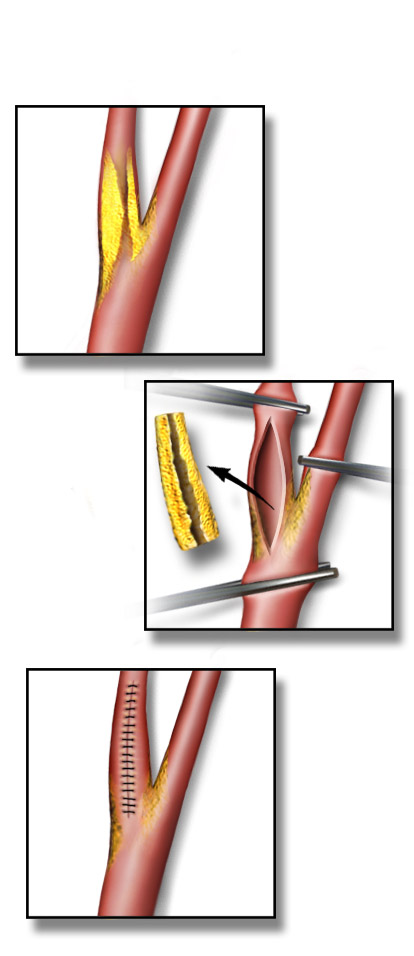
颈动脉内膜剥脱术

通过外翻CEA，颈内动脉（ICA）在两个血管的最大部分被分割，使得连接到冠状颈动脉（CCA）的吻合更加容易，降低了闭合引起的再狭窄（restenosis）风险。这一技术在术后交叉夹闭时间和总手术时间方面需求较少，有助于减少颈动脉再狭窄和中风死亡率。然而，对于外翻CEA的有效性还尚无定论。就临床效应而言，在外翻CEA能够降低再狭窄的前提下，再狭窄发生率的减少和中风风险的减少无关。目前还外翻CEA要求外科医生具备较高的技能，尤其是对于颈动脉病变延伸至远端的情况，手术可能更加复杂。
在临床应用中，外翻CEA广泛用于治疗主要颈动脉分叉病变和选择性再狭窄病例。它特别适用于颈动脉存在弯曲或环状情况，因为可以在外翻过程中校正颈动脉形态。该技术的主要优势在于动脉闭合不再是技术上的难题，通过相互修补动脉，几乎不会出现实质性的再狭窄。此外，不需要使用静脉或假体材料，因此该技术也适用于较小口径的颈动脉。然而，对于颈动脉病变延伸到远端的复杂病例，外翻CEA可能需要更丰富的经验。

## 手术
首先，确定斑块的终点。之后，夹闭和切断ICA（内颈动脉）。然后，进行ICA的分离。接下来，切开ICA的heel（端点）。之后，延长CCA（总颈动脉）切口。最后，去除斑块：首先剥离内膜，然后翻转内膜，接着移除斑块。